# پاچه دل ملا
پاچه دل ملا (به ایتالیایی: Pace del Mela) یک کومونه در ایتالیا است که در استان مسینا واقع شده‌است. پاچه دل ملا ۱۲٫۱ کیلومتر مربع مساحت و ۶٬۱۶۹ نفر جمعیت دارد و ۱۱۴ متر بالاتر از سطح دریا واقع شده‌است.